# Franz Wolfsberger
Franz Wolfsberger (Wernstein am Inn, 8 juli 1884 - Aach, 1966) was een Duitse officier en Generalmajor tijdens de Tweede Wereldoorlog.

## Leven
Op 8 juli 1884 werd Franz Wolfsberger geboren in Wernstein am Inn. Hij zat op de Landwehr-Kadetten-Schule in Wenen. Op 18 augustus 1905 werd Wolfsberger geplaatst als Kadetten-Offiziers-Stellvertreter in het k.u.k. Landwehr-Infanterie-Regiment 12. Op 1 november 1906 werd hij bevorderd tot Leutnant. Hierna werd Wolfsberger op 1 oktober 1909 overgeplaatst naar het Landesschützen-Regiment 3. Vanaf 1 januari 1911 diende hij in het Landwehr-Infanterie-Regiment 12, en vanaf 16 mei 1912 in het Landwehr-Infanterie-Regiment 37. Tijdens zijn diensttijd in het Landwehr-Infanterie-Regiment 37 werd Wolfsberger op 1 november 1912 bevorderd tot Oberleutnant, en op 1 juli 1915 bevorderd tot Hauptmann.

### Eerste Wereldoorlog
Met het k.u.k. Landwehr-Infanterie-Regiment 37 nam hij aan de Eerste Wereldoorlog deel. Wolfsberger werd in het regiment ingezet als compagniescommandant. Vanaf januari 1919 was hij ingezet in de provisorische Oostenrijkse leger.

### Interbellum
Op 11 juni 1920 werd Wolfsberger opgenomen in Bundesheer, en op 1 januari 1921 bevorderd tot Major. In 1926 werd hij door de Minister für Heerwesen geprezen voor het persoonlijk redden van een soldaat die was omgekomen bij een dodelijk ongeval in het gebied van Dachstein. Op 1 december 1926 werd Wolfsberger bevorderd tot Heeresbergführer, en kort daarna werd hij op 1 maart 1932 overgeplaatst naar het Alpen-Jäger-Regiment 7. Op 25 augustus 1933 werd hij bevorderd tot Oberstleutnant en vanaf 15 oktober 1934 werd hij overgeplaatst naar het Alpen-Jäger-Regiment 8. Wolfsberger werd op 16 september 1937 benoemd tot commandant van het Infanterie-Regiments 17 (17e Infanterieregiment). Op 13 maart 1938 werd Wolfsberger overgenomen in de Wehrmacht. Waarna hij op 1 april 1938 geplaatst werd in de staf van het Infanterie-Regiments 130 (130e Infanterieregiment). En op 1 februari 1939 werd Wolfsberger bevorderd tot Oberst.

### Tweede Wereldoorlog
Op 26 augustus 1939 tijdens de mobilisatie, werd Wolfsberger benoemd tot commandant van het Infanterie-Regiments 486 (486e Infanteriedivisie) in de 262. Infanterie-Division (262e Infanteriedivisie). Met zijn regiment nam hij deel aan de gevechten in mei en juni 1940, om de Maginotlinie. Daarna werd het regiment verplaatst naar Polen. Op 17 juni 1941 werd Wolfsberger de eerste commandant van de Ersatz-Brigade 204. Deze brigade werd vanaf juli 1941 ingezet voor beveiligingstaken in het Balticum. Hij werd op 1 juli 1941 bevorderd tot Generalmajor, en op 10 mei 1942 benoemd tot commandant van het Oberfeld-Kommandantur 394. Op 1 oktober 1943 volgde zijn bevordering tot Generalleutnant. Daarna werd Wolfsberger op 25 oktober 1943 geplaatst in de Führerreserve. Op 29 februari 1944 werd hij definitief gedemobiliseerd.

## Militaire carrière
- Generalleutnant: 1 oktober 1943[2][4][5]
- Generalmajor: 1 juli 1941[2][4][5]
- Oberst: 1 februari 1939[4][5]
- Oberstleutnant: 25 augustus 1933[4][5]
- Major: 1 januari 1921[4]
- Hauptmann: 1 juli 1915[4]
- Oberleutnant: 1 november 1912[4]
- Leutnant: 1 november 1906[4]
- Kadetten-Offiziers-Stellvertreter: 18 augustus 1905[4]